# Inuyasha: Feudal Combat
Inuyasha: Feudal Combat (犬夜叉 奥義乱舞?, Inuyasha: Ōgi-Ranbu) è un picchiaduro 3D pubblicato dalla Bandai per PlayStation 2 ed ispirato alla serie manga ed anime Inuyasha. Il videogioco è stato pubblicato il 16 giugno 2005 in Giappone) e il 25 agosto 2005 in America del nord. La pubblicazione in Nord America, originariamente prevista per il 16 agosto fu posticipata per via del terremoto di Miyagi.

## Personaggi
La seguente è la lista dei personaggi selezionabili dal giocatore:
- Inuyasha
- Kagome Higurashi
- Miroku
- Sango
- Shippo
- Naraku
- Sesshomaru
- Kagura
- Koga
- Kikyo
- Kohaku
- Inuyasha (forma demoniaca)
- Inuyasha (forma umana)
- Bankotsu